# 鄭夢準
郑梦准（：／，1951年11月15日—），大韩民国企業家、政治家，是现代集团创始人郑周永的第六个儿子。

## 生平
郑梦准毕业于首尔大学经济系，后留学美国获得麻省理工学院和约翰霍普金斯大学的硕士和博士学位。他热爱体育，曾获得韩国全运会马术障碍赛的银牌。他毕业后就被安排担任韩国现代重工的社长。:421987年，郑梦准留学回国后, 开始为第二年的第13届国会议员竞选做准备，最终终以无党派人士成功当选国会议员。此后, 他长期活跃于韩国政坛。
1993年1月，郑梦准出任大韓蹴球協會第47届会长。1994年，郑梦准击败日本足协会长村田忠男等4名候选人当选国际足联副会长。他借此机会，展开外交攻势游说各国足协支持韩国主办世界杯。在他的努力下，国际足联在1996年5月宣布2002年世界杯将由韩日两国共同主办。:42-432002年3月，他率领包括前韩国外交部官员和国策研究院院长等政界人士的韩国代表团访问了朝鲜，与朝鲜劳动党总书记金正日举行了会谈:43。同年6月，韩国与日本成功举办世界杯，并杀进前四强后，郑梦准在韩国的人气飙升:42-43。9月17日，他正式宣布参加2002年的总统大选。由于大国家党候选人李会昌支持率高于郑梦准和新千年民主党候选人卢武铉，如果郑梦准和卢武铉同时参加竞选将抵不过李会昌。结果，卢武铉与郑梦准进行了联手。在经过民调测验后，郑梦准将竞选机会拱手让给了卢武铉。:44-47在竞选投票的前一天，由于郑梦准与卢武铉出现分歧，他与卢武铉分道扬镳。不过，卢武铉还是赢得了大选。:55-56
2009年，郑梦准出任韩国执政党大國家党党代表。2010年6月3日，由于大国家党在韩国地方选举中惨败，郑梦准和该党领导层宣布集体辞职。2012年和2014年，郑梦准曾先后参加韩国2012年总统大选和首尔市长的竞选，但都落选。
2014年6月1日，鄭夢準在首爾市長選舉演講時稱「我曾被問到，南韓能在2002年世界盃進入4強，是因為你賄賂了裁判嗎？我的回答是：『如果我有這個能力，為甚麼不呢？』」此語一出全場譁然。2015年10月8日，国际足联道德委员会对郑梦准做出“暂停资格”六年的处分。这使他准备参选国际足联新任会长之路受阻。